# 瀬古美喜
瀬古 美喜（せこ みき、1948年 - ）は、日本の経済学者。専門分野は、都市経済学・公共経済学・応用理論経済学・応用計量経済学・コーポレート・ガバナンスなど。学位は、経済学博士（慶應義塾大学・論文博士・1990年）。慶應義塾大学名誉教授、武蔵野大学名誉教授・客員教授。
アジア不動産学会フェロー、日本不動産金融工学学会理事。双日株式会社社外監査役、株式会社アーバネットコーポレーション社外取締役、日本大学大学院経済学研究科講師、日本学術会議連携会員等を歴任。

## 略歴
1972年慶應義塾大学経済学部首席卒業。慶應義塾大学・大学院在学中に福岡正夫、マサチューセッツ工科大学大学院在学中にポール・サミュエルソンやウィリアム・C・ウィートンに師事。
マサチューセッツ工科大学経済学部客員研究員、ウプサラ大学客員研究員、カリフォルニア大学バークレー校客員研究員、大阪大学社会経済研究所客員教授等を歴任。
不動産市場の不完全性と住宅政策の歪みに対する実証研究を行っている。政府は市場メカニズムが機能しない場合に限り介入すべきであるという立場に立って、日本の住宅市場の不完全性と、それを改善すべき政府の住宅政策の歪みを、計量経済学的分析手法を用いて検証している。
東日本大震災以後、地震のリスクに基づいた経済・防災政策提言等も行っている。たとえば地震保険料率は、リスクに対して粗い設定となっており、加入率が低いと指摘している。
コーポレート・ガバナンスの分野では、日本での女性の企業役員登用による企業業績への変化について分析し、女性役員数の増加が業績を向上させる効果が一部認められることを実証した。

## 学歴
- 1972年 - 慶應義塾大学経済学部卒業
- 1974年 - 慶應義塾大学大学院経済学研究科理論経済学専攻修士課程修了
- 1978年 - 慶應義塾大学大学院経済学研究科経済学専攻博士課程単位取得退学
- 1982年 - マサチューセッツ工科大学経済学研究科博士課程単位取得退学
- 1990年 - 慶應義塾大学より論文博士として経済学博士の学位を取得

## 職歴
- 1985年 - 日本大学経済学部助教授
- 1990年 - 日本大学経済学部教授
- 1998年 - 慶應義塾大学経済学部教授
- 1998年 - 日本大学大学院経済学研究科講師
- 1998年 - アジア不動産学会理事
- 1999年 - 国土交通省土地鑑定委員会委員
- 2000年 - 日本不動産金融工学学会理事（現）
- 2001年 - 日本大学大学院総合社会情報研究科講師
- 2001年 - アジア不動産学会（Asian Real Estate Society）会長
- 2001年 - 日本経済学会理事
- 2002年 - 文部科学省大学設置・学校法人審議会大学設置分科会専門委員（経済学）
- 2006年 - 日本学術会議連携会員
- 2013年 - 慶應義塾大学名誉教授（現）
- 2013年 - 双日株式会社社外監査役
- 2014年 - 武蔵野大学経済学部教授
- 2023年 - 武蔵野大学名誉教授・客員教授（現）

## 受賞歴
- 『日本の家計行動のダイナミズムVIII』で第4回政策分析ネットワーク賞（本賞）、2013。
- 『日本の住宅市場と家計行動』で第57回日経・経済図書文化賞、2014。
- 日本不動産金融工学学会（JAREFE）2020年度JAREFE賞、2021[6]。

## 著書
- 『土地と住宅の経済分析－日本の住宅市場の計量経済学的分析』創文社、1998年。ISBN 978-4423850862。
- 『完全マスター・ゼミナール経済学入門（第3版）』日本経済新聞社、2009年。ISBN 978-4532133634。
- 『金融危機とマクロ経済　資産市場の変動と金融政策・規制』東京大学出版会、2011年。ISBN 978-4130402538。
- 『日本の家計行動のダイナミズムVIII』慶應義塾大学出版会、2012年。ISBN 978-4766419467。
- 『日本の住宅市場と家計行動』東京大学出版会、2014年。ISBN 978-4130402651。
- Miki, Seko (2019). Housing Markets and Household Behavior in Japan. Springer. ISBN 978-9811333682